# Pachylus
Pachylus is een geslacht van hooiwagens uit de familie Gonyleptidae.
De wetenschappelijke naam Pachylus is voor het eerst geldig gepubliceerd door C.L. Koch in 1839. 

## Soorten
Pachylus omvat de volgende 6 soorten:
- Pachylus acanthops
- Pachylus chilensis
- Pachylus crassus
- Pachylus paessleri
- Pachylus quinamavidensis
- Pachylus vachoni